# KBS 뉴스광장 부산
《KBS 뉴스광장 부산》은 KBS 부산 1TV에서 매주 평일 오전 7시 20분에 방송 중인 부산 지역 아침 종합 뉴스 프로그램이다.

## 개요
KBS 부산 뉴스광장으로 읽는다.

## 앵커
| 대수 | 진행자          | 진행 기간        | 비고              |
| ---- | --------------- | ---------------- | ----------------- |
| 1대  | 차재환 아나운서 | 일자 미상 ~ 현재 | [ 1 ] [ 2 ] [ 3 ] |

## 경쟁 프로그램
- MBC 뉴스투데이 부산 (부산MBC TV)
- KNN 모닝와이드 (KNN TV)